# NGC 1667
NGC 1667 = NGC 1689 ist eine Balken-Spiralgalaxie vom Hubble-Typ SBc im Sternbild Eridanus am Südsternhimmel. Sie ist schätzungsweise 200 Millionen Lichtjahre von der Milchstraße entfernt und hat einen Durchmesser von etwa 85.000 Lichtjahren. Die Entfernungsmessungen basierend auf den Radialgeschwindigkeiten stimmen nicht mit den rotverschiebungsunabhängigen Entfernungsschätzungen von 148 ± 56 Millionen Lichtjahren überein.

Sie bildet die Hauptgalaxie der aus acht weiteren Galaxien bestehenden Galaxiengruppe die LGG 118.
Die Typ-Ia-Supernova SN 1986N wurde hier beobachtet.
Das Objekt wurde am 13. Dezember 1884 von Édouard Stephan am Observatoire de Marseille entdeckt.

## NGC 1667-Gruppe (LGG 118)
| Galaxie   | Alternativname | Entfernung / Mio. Lj |
| --------- | -------------- | -------------------- |
| NGC 1645  | PGC 15903      | 215                  |
| NGC 1659  | PGC 15977      | 201                  |
| IC 387    | PGC 15831      | 210                  |
| IC 2097   | PGC 16134      | 217                  |
| IC 2101   | PGC 16187      | 198                  |
| PGC 15779 |                | 197                  |
| PGC 16061 |                | 203                  |
| PGC 16065 | MCG -01-13-012 | 211                  |
| NGC 1667  | PGC 16062      | 199                  |